# Rhizofabronia sphaerocarpa
Rhizofabronia sphaerocarpa là một loài Rêu trong họ Fabroniaceae. Loài này được (Dusén) M. Fleisch. mô tả khoa học đầu tiên năm 1923.